# Пиромаглу, Комнинос
Комнинос Пиромаглу (греч. Κομνηνός Πυρομάγλου; 15 января 1899, Плака, Лемнос — 15 декабря 1980, Афины) — греческий политик, левый республиканец, сподвижник Николаоса Пластираса и Наполеона Зерваса. Активный участник Движения Сопротивления, генеральный секретарь ЭДЕС. В послевоенный период депутат парламента, деятель левых партий ЭДА и Демократический союз. Известен также как историк греческого Сопротивления.

## Происхождение, война, образование
Родился в зажиточной крестьянской семье из деревни Плака на острове Лемнос. Во время Первой мировой войны состоял в греческой диверсионной группе в Малой Азии, был ранен с столкновении с турецкими войсками. Участвовал в греко-турецкой войне 1919—1922. При отступлении сформировал отряд из двухсот солдат, сумел прорваться из окружения и присоединиться к полку Николаоса Пластираса.
В 1923—1927 работал коммерческим агентом в Александрии. В 1927 перебрался в Париж, изучал французскую литературу в Сорбонне. Вернулся в Грецию в 1931 и до 1938 преподавал литературу в Спеце, в Афинах, в парижском Институте современной Греции.

## В республиканской оппозиции
Комнинос Пиромаглу был убеждённым греческим националистом и республиканцем, горячим сторонником Николаоса Пластираса. В 1936, когда в Греции установилась монархия Георга II и диктатура Иоанниса Метаксаса, Пиромаглу создал Объединённый антидиктаторский фронт. Активно участвовал в антиправительственном и антимонархическом движении. Был арестован и сослан на остров Сикинос.
После освобождения из ссылки Пиромаглу снова уехал во Францию. Обосновался в Марселе, где примкнул к республиканской эмиграции Пластираса. Участвовал в политической эмигрантской борьбе против режима Метаксаса.

## В греческом Сопротивлении
Весной 1941 Греция была оккупирована войсками гитлеровской «оси». Главными силами Движения Сопротивления являлись коммунистические ЭАМ/ЭЛАС, ориентированные на СССР, и националистические ЭДЕС/ЭОЭА, ориентированные на Великобританию. Формальным лидером ЭДЕС был находившийся во Франции Пластирас, реально возглавлял Наполеон Зервас.
Комнинос Пиромаглу пробрался в Грецию с поручением от Пластираса. Ему была поставлена задача создать организацию антифашистского и антимонархического характера. Пиромаглу вступил в ЭДЕС, стал генеральным секретарём, заместителем Зерваса и политическим руководителем. Программа ЭДЕС формулировалась во многом под его влиянием — это особенно касалось левых социально-экономических установок. Пиромаглу был сторонником установления в Греции республиканского строя, близкого к демократическому социализму.
Пиромаглу находился вместе с Зервасом в горах Эпира. Участвовал в руководстве боевыми действиями и спецоперациями ЭОЭА. Представлял ЭДЕС в переговорах с другими группами греческого сопротивления — коммунистами и монархистами. Был сторонником единства действий против оккупантов, активно участвовал в заключении соглашения о мире и сотрудничестве 29 февраля 1944 между ЭДЕС, ЭАМ и ЭККА. Старался разграничить сферы действия партизанских отрядов, чтобы избегать вооружённых столкновений между ЭОЭА и ЭЛАС.
Имел с Зервасом разногласия из-за некритично пробританской ориентации и принятия монархии. В то же время Пиромаглу резко критиковал ЭАМ за нападения на ЭДЕС и требовал честного выполнения договорённости о сотрудничестве в общей борьбе.

## В левой политике
В 1946 в Греции началась полномасштабная гражданская война между монархическим правительством и коммунистами. Пиромаглу разошёлся в Зервасом, который занял жёстко антикоммунистическую позицию и возглавил правую Национальную партию. Вновь эмигрировал во Францию, занимался бизнесом в Париже.
Вернулся в Грецию в 1955. Был активистом общественного контроля за парламентскими выборами 1956. Примкнул к левым силам, вступил в партию ЭДА, в 1958 был избран в парламент. В том же году вместе с Илиасом Циримокосом основал либерально-социалистический Демократический союз (впоследствии Союз центра). Выступал за демократическое устройство, социальные реформы и самостоятельный внешнеполитический курс Греции, независимый от СССР и США.
Широкий резонанс имела речь Комниноса Пиромаглу на церемонии похорон Наполеона Зерваса в 1957 — хотя взгляды левого социалиста Пиромаглу и правого антикоммуниста Зерваса к тому времени сильно расходились. При этом Пиромаглу позитивно оценивал и такого противника ЭДЕС, как коммунист Арис Велухиотис.
Резко отрицательно Пиромаглу относился к правлению «чёрных полковников», участвовал в политической борьбе против режима. Поддержал их свержение в 1974, отмену монархии и установление республики.
С 1961 Комнинос Пиромаглу писал исследование о греческом Сопротивлении. Преподавал в Университете Пантеон. Издал несколько исторических работ. В 1963 основал и редактировал научный журнал Историческое обозрение («Ιστορική Επιθεώρηση»). Состоял в Международной федерации борцов Сопротивления.
Скончался Комнинос Пиромаглу в возрасте 81 года.

## Семейная связь
Комнинос Пиромаглу был женат на сестре либерального политика Георгиоса Карталиса, бывшего лидера ЭККА. Политическую биографию Карталиса написал и в 1965 издал Пиромаглу.